# Онуфрій Морський
Онуфрій Морський гербу Сокира (пол. Onufry Morski, 7 квітня 1752 — 19 травня 1789) — польський шляхтич, урядник Речі Посполитої, посол 4-річного сейму. Брат публіциста, дипломата, політичного діяча Тадеуша Морського. Представник роду Морських.

## Життєпис
Батько — перемиський (1752) та львівський (1764) каштелян Антоні Морський, мати — його дружина Анна Сємінська. Дід — перемиський чесник Юзеф Морський, який дуже розбагатів. Ротмістр корогви 1-ї бригади кавалерії народової. Посол від Подільського воєводства на 4-літній сейм.
Посада: каштелян кам'янецький, останній до поділів Польщі. Дідич Райківців. На засіданні Сейму 14 січня 1791 року схвально відгукнувся про діяльність тільки одного комісара — Тадеуша Чацького, оцінюючи діяльність скарбової комісії. У квітні 1791 дружина безуспішно прохала короля відзначити чоловіка орденом Білого Орла, того року отримав орден святого Станіслава.
На згадку про Конституцію 3 травня 26 липня 1791 року в маєтності Фельштин кам'янецький єпископ РКЦ Адам Красінський консекрував закінчений коштом О. Морського і Тереси Ґрабчанки костел Божого Провидіння. Того ж дня в Райківцях відбувся показ комедії Ю. У. Нємцевича «Повернення посла». Наприкінці року подав прохання королю на посаду подільського воєводи, але її не отримав.
Дружина — Юліанна Розвадовська. Донька Юзефа — дружина воєводи Королівства Польського Антонія Островського.